# Claranova
Claranova (bis 2017 Avanquest Software) ist ein 1984 von Bruno Vanryb und Roger Politis als BVRP Software gegründetes französisches Softwareverlagshaus, das auch als Softwareentwickler von eigenen Produkttiteln, vor allem in den Bereichen Backup, Datensicherung, Mobilität, Systemoptimierung und Website-Erstellung fungiert. Das Unternehmen ist börsennotiert an der französischen CAC Small.
Claranova ist in Nordamerika, Europa und Asien präsent; die deutsche Niederlassung befindet sich in München. 
Im Februar 2008 wurde die Firma zur „Best European Company“ in der Kategorie „Cross-border Mergers & Acquisitions“ gekürt.

## Kritik
Das Claranova-Produkt OneSafe PC Cleaner wird von verschiedenen Schadsoftware-Datenbanken als „potentiell unerwünschtes Programm“ klassifiziert, das Falschmeldungen verbreite, um davon zu überzeugen, die Premium-Version des Programms zu kaufen.